# نيكوس ماتشلاس
نيكوس ماتشلاس (باليونانية: νίκος μαχλάς) (ولد في 16 يونيو 1973 في هيراكليون إقريطش) هو لاعب كرة قدم يوناني في عام 2007 لعب مهاجما للفريق القبرصي أبويل. بدأ مسيرته مع فريق أو إف آي في فبراير 1991، ولعب معه لستة مواسم قبل أنتقاله في عام 1996 إلى النادي الهولندي فيسي.
بدأ نيكوس بشكل مخيب للآمال عندما سجّل 8 أهداف في 29 مباراة في موسمه الأول، لكنه سجل 34 هدف في 32 مباراة فقط في موسمه الثاني، مما أهله لنيل الحذاء الذهبي الأوربي لموسم 1997-1998. انتقل إلى أياكس أمستردام في يونيو 1999 بعد أن سجل 60 هدف مثير للإعجاب في 92 مباراة لصالح فيسي.

## مسيرته الكروية
لعب نيكوس ماتشلاس خلال مسيرته الاحترافية مع 6 أندية في ثمانية عشر موسمًا وسجل خلالها 197 هدف ضمن 463 مباراة. حيث فاز في موسمين بالكأس وفي موسمين بالدوري.
خاض نيكوس ماتشلاس مسيرته مع نادي أوفي كريت في موسم 1990–91 في المرة الأولى ليلعب معه ستة مواسم ثم في موسم 2004–05 ولمدة موسمين، مشاركًا طوالها في 206 مباراة سجل خلالها 70 هدف. ثم انتقل إلى نادي فيتيسه آرنهم في موسم 1996–97 واستمر معه طيلة ثلاثة مواسم، حيث شارك في 92 مباراة سجل خلالها 60 هدف. لينتقل بعدها إلى نادي أياكس أمستردام في موسم 1999–00 واستمر معه طيلة ثلاثة مواسم، مشاركًا في 74 مباراة سجل خلالها 38 هدفًا. ثم انتقل إلى نادي إشبيلية في موسم 2002–03 لمدة موسم واحد، مشاركًا في 14 مباراة سجل خلالها هدفين. هذا وانتقل لاحقًا إلى نادي إيراكليس في موسم 2003–04 لمدة موسم واحد، مشاركًا في 26 مباراة سجل خلالها 10 أهداف. ثم انتقل بعدها إلى نادي أبويل في موسم 2006–07 ولمدة موسمين، مشاركًا في 51 مباراة سجل خلالها 17 هدفًا.

## روابط خارجية
- نيكوس ماتشلاس على موقع الاتحاد الأوربي (الإنجليزية)
- نيكوس ماتشلاس على موقع قاعدة بيانات كرة القدم.إي يو (الإنجليزية)
- نيكوس ماتشلاس على موقع بيانات كرة القدم. دي إي (الألمانية)
- نيكوس ماتشلاس على موقع ناشيونال فوتبول تيمز (الإنجليزية)
- نيكوس ماتشلاس على موقع عالم كرة القدم.نت (الإنجليزية)
- نيكوس ماتشلاس على موقع كووورة